# Мидзуно, Саку
Саку Мидзуно (яп. 水野 朔 Мидзуно Саку, род. 29 сентября 1999 года, регион Кансай, Япония) — японская сэйю.

## Биография
Саку Мидзуно родилась 29 сентября 1999 года в регионе Кансай. Впервые задумалась о карьере сэйю на пятом году начальной школы. До этого она смотрела аниме-сериал Yumeiro Patissiere (2009—2010), и под его влиянием хотела стать кондитером. Решающим фактором в выборе профессии стал просмотр аниме-сериала Inazuma Eleven (2008—2011). Поначалу Мидзуно хотела пойти в школу по подготовке сэйю, поскольку там можно было получить аттестат о среднем образовании, но решила продолжить учёбу в обычной школе. В средней школе посетила пробное занятие в академии анимации «Ёёги».
В 2016 году (второй год учёбы в старшей школе) Мидзуно стала финалисткой пятой программы прослушивания Anistoteles и получила предложение от компании Sony Music Artists, с которой впоследствии заключила контракт. После окончания старшей школы переехала в Токио. С 2018 года ведёт YouTube-канал Mizuno Saku Channel (яп. 水野朔ちゃんねる Мидзуно Саку тяннэру). В 2020 году озвучила Акиру Хиросэ в игре для мобильных устройств Baton=Relay.
В начале марта 2021 года Мидзуно была выбрана на роль Рэны Хананои в аниме-сериале Selection Project (2021), в рамках которого совместно с сэйю восьми других главных героинь исполнила песни в музыкальных сценах и две темы: открывающую «Glorious Days» и закрывающую «Only one yell». В вышедшем в следующем году аниме-сериале Bocchi the Rock! Мидзуно озвучила Рё Ямаду, одну из четырёх главных героинь и басистку вымышленной группы Kessoku Band. В этой роли поучаствовала в записи основных тем сериала и песен в музыкальных сценах. В начале марта 2024 года Kessoku Band была отмечена премией Seiyu Awards в категории «Лучшее исполнение песни».
В апреле 2022 года Мидзуно была утверждена на роль Лю Шоусюэ в аниме-сериале Raven of the Inner Palace, трансляция которого проходила с октября по декабрь этого же года. В начале октября вошла в состав группы сэйю Seiyu E-Sports-bu, участники которой ведут трансляции видеоигр на YouTube и занимаются различными видами околоигровой деятельности.
12 апреля 2025 года стало известно, что 31 мая Мидзуно покинет Sony Music Artists.

## Избранная фильмография

### Аниме-сериалы
2021
- Selection Project — Рэна Хананои[4]

2022
- Bocchi the Rock! — Рё Ямада[7]
- Raven of the Inner Palace — Лю Шоусюэ[11]

2023
- My Daughter Left the Nest and Returned an S-Rank Adventurer — Саша Бордо[14]
- The Vexations of a Shut-In Vampire Princess — Тио Флэт[15]

2024
- Laid-Back Camp (третий сезон) — Каори Огава
- Oshi no Ko (второй сезон) — Коюки Ёсидоми
- VTuber Legend — Масиро Иродори[16]

2025
- Grisaia: Phantom Trigger the Animation — Кодзи
- My Status as an Assassin Obviously Exceeds the Hero’s — Амелия Роузкварц[17]

### Аниме-фильмы
- 2024 — Bocchi the Rock! Re: и Re:Re: — Рё Ямада

### Компьютерные игры
- 2020 — Baton=Relay — Акира Хиросэ[3][18]
- 2020 — Monster Strike — Саку Когири, Фауст (Гретхен), Сао Монохоси
- 2022 — Kirara Fantasia — Рё Ямада[19]
- 2023 — White Cat Project — Диайсе[20]
- 2024 — Farmagia — Ундина, Ренмерельда
- 2024 — Kyoto Kotoba RPG: Kotodaman — Рё Ямада[21]
- 2025 — Zenless Zone Zero — Вивиан Банши[22]

## Награды и номинации
| Год  | Награда               | Результат  | Категория                                                                        | Работа                               | Прим.  |
| ---- | --------------------- | ---------- | -------------------------------------------------------------------------------- | ------------------------------------ | ------ |
| 2022 | Anime Trending Awards | 14-е место | Эндинг года (в составе коллектива 9-tie)                                         | «Only one yell» из Selection Project | [ 23 ] |
| 2023 | Anime Trending Awards | Победа     | Лучший подбор голосов (вместе с Ёсино Аоямой, Икуми Хасэгавой и Саюми Судзусиро) | Bocchi the Rock!                     | [ 24 ] |
| 2024 | Seiyu Awards          | Победа     | Лучшее исполнение песни (в составе группы Kessoku Band)                          | Bocchi the Rock!                     | [ 10 ] |